# Psittacus
Psittacus (del griego antiguo psittakos, 'loro') es un género de aves psitaciformes de la familia Psittacidae que contiene dos especies: el loro gris (Psittacus erithacus) y el loro Timneh (Psittacus timneh).
Durante muchos años, el loro Timneh fue una subespecie del loro gris, denominado como Psittacus erithacus timneh. Sin embargo, en 2012, BirdLife International reconoció los taxones como especies separadas sobre la base de diferencias genéticas, morfológicas, de plumaje y vocales.
Estos loros se encuentran en la selva tropical primaria y secundaria de África Central y África Occidental. Se encuentran entre las aves más inteligentes del mundo. Se alimentan principalmente de nueces de palma, semillas, frutas y hojas, pero también se les ha observado comiendo caracoles. Su inclinación y capacidad para imitar el habla y otros sonidos los han convertido en mascotas populares.

## Taxonomía
El género Psittacus fue introducido en 1758 por el naturalista sueco Carlos Linneo en la décima ediciónde su Systema Naturae. El nombre del género deriva del griego psittakos, 'loro'. Linneo incluyó a los 37 loros entonces conocidos en el género y de estos, George Robert Gray designó al loro gris (Psittacus erithacus) como especie tipo.

### Especies
El género ahora contiene solo dos especies:
- Psittacus erithacus (loro gris, loro yaco o loro gris africano)
- Psittacus timneh (loro Timneh)

## Comportamiento y ecología

### Reproducción
Los loros grises son reproductores monógamos que anidan en las cavidades de los árboles. La hembra pone de 3 a 5 huevos, que incuba durante 30 días mientras su pareja la alimenta. Las crías abandonan el nido a la edad de 12 semanas. Poco se sabe sobre el comportamiento de cortejo de esta especie en estado salvaje.

### Longevidad
Como muchos loros, los loros grises son aves longevas. La base de datos sobre envejecimiento y longevidad de los animales establece que la longevidad más larga registrada de manera confiable para la especie en cautiverio es de 49,7 años. También se reconocen las afirmaciones de que los loros grises en cautiverio alcanzan las edades de 73 y 93 años, mientras que World Parrot Trust enumera una longevidad de 50 a 60 años para un gris en cautiverio. El Libro Guinness de los Récords incluyó a un loro gris que supuestamente vivió en cautiverio durante 72 años como el espécimen más longevo de la especie.

### Inteligencia
A diferencia de otros loros, se ha documentado que los loros grises salvajes imitan las llamadas de varias otras especies.[cita requerida]
La investigación de Irene Pepperberg con grises cautivos, en particular con un loro llamado Alex, ha demostrado científicamente que poseen la capacidad de asociar palabras humanas simples con significados y de aplicar inteligentemente los conceptos abstractos de forma, color, número y sentido cero, etc. Según Pepperberg y otros ornitólogos, realizan muchas tareas cognitivas al nivel de los delfines, chimpancés e incluso niños pequeños humanos. Además de etiquetar objetos, Alex podía expresar verbalmente cuáles eran sus deseos, lo que sugiere que los loros grises saben la diferencia entre rasgos y sentimientos. En general, se ha demostrado que los loros grises son capaces de aprender relativamente rápido, aunque se limitan a medios de pensamiento simples y no abstractos. Se ha demostrado que son capaces de hacer inferencias cognitivas, pero, como los simios, tienen diferencias interindividuales en inteligencia. Por ejemplo, en un experimento con comida escondida debajo de vasos, se demostró que los grises pueden identificar dónde está la comida, generalmente si al principio se les muestra su ubicación original.